# Museu Marmottan Monet

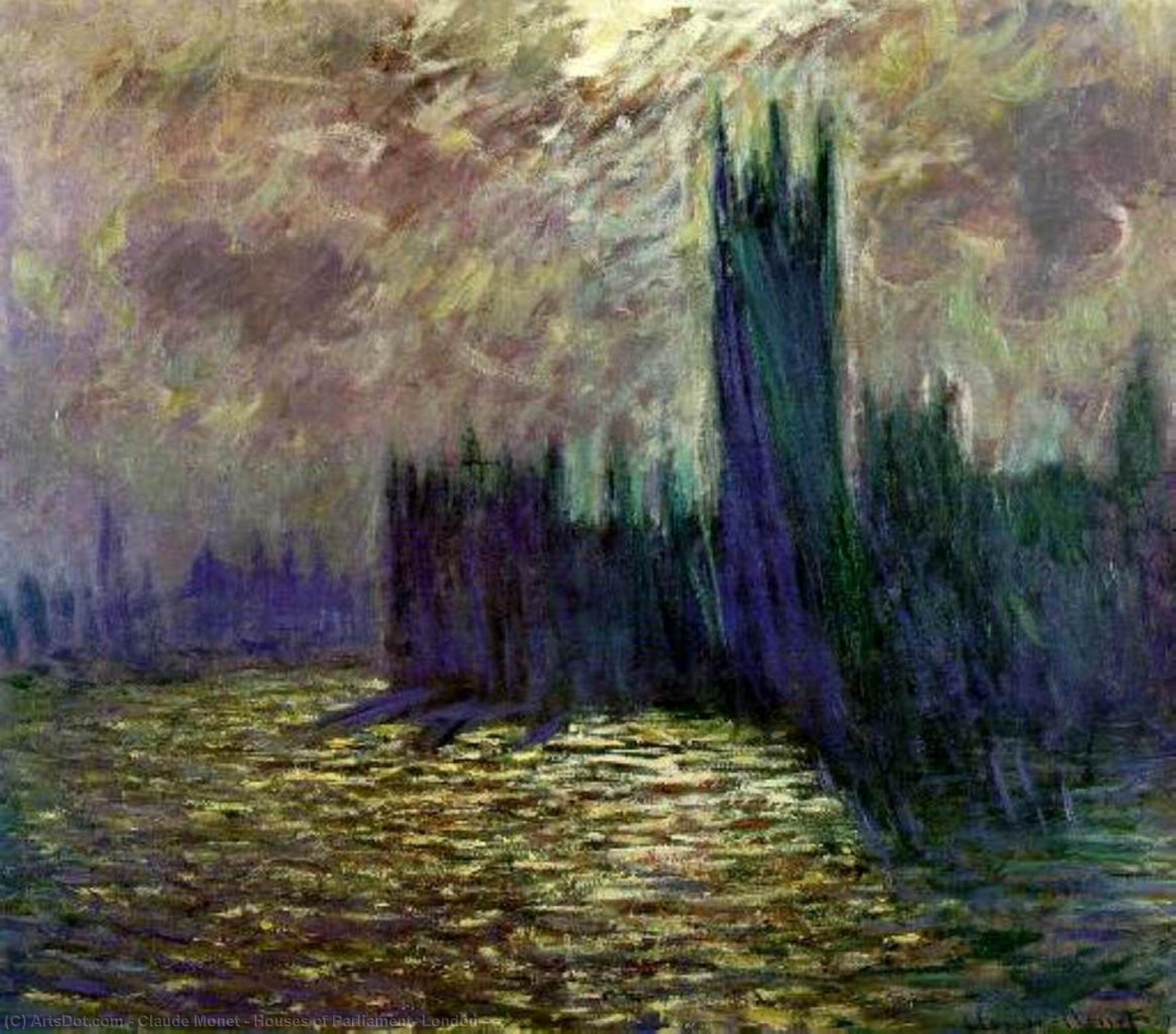
Monet: As casas do Parlamento

O Museu Marmottan Monet é um museu de Paris, com um acervo centrado na arte do Primeiro Império francês e do impressionismo, mas também com obras góticas, renascentistas e pós-impressionistas.
O Museu Marmottan Monet está instalado em um palacete, que originalmente era um pavilhão de caça de Christophe Edmond Kellermann, Duque de Valmy. O edifício foi adquirido em 1882 por Jules Marmottan, colecionador de pintura antiga e tapeçarias, que reuniu peças da renascença italiana, flamenga, alemã e francesa, com itens de Dirk Bouts, Hans Muelich e outros das escolas de Lucas Cranach e de Ferrara.
Seu filho, Paul, herdou o pavilhão e as obras colecionadas por seu pai, e instalou ali sua residência, passando a adquirir uma série de outras peças de arte e arte decorativa francesas datando de entre 1780 e fins do século XIX, com importante mobiliário, pinturas, gravuras, desenhos e bronzes. Com a sua morte, o acervo foi doado à Academia de Belas Artes, e a coleção foi museografada dois anos após, sendo aberta ao público.
A coleção foi ampliada em 1957 com as doações de Victorine Donop de Monchy, cujo pai era médico de Manet, Monet, Pissarro, Sisley e Renoir, e um dos primeiros entusiastas do impressionismo. Em 1966 recebeu novos acréscimos com a doação de obras de Monet por seu segundo filho Michel, constituindo a maior reunião de obras deste artista no mundo, incluindo pinturas, desenhos e fotografias. Para expor esta grande coleção Jacques Carlu construiu um novo espaço no subsolo. Outro lote importante de pinturas veio com a doação de Nelly Duhem, com obras pós-impressionistas.
Em 1996 foi criada no museu a Fundação Denis e Annie Rouart, com um acervo de obras de Berthe Morisot, Manet, Degas, Renoir e Henri Rouart. A coleção foi recentemente enriquecida com uma série de 313 iluminuras dos séculos XIII a XVI, doadas por Daniel Wildenstein.
A coleção está distribuída nos seguintes espaços:
- Térreo, dedicado à arte do Império, com mobiliário, objetos de decoração e a coleção de iluminuras.
- Primeiro pavimento, ocupado pela Fundação Denis e Annie Rouart e seu acervo.
- Subsolo, um espaço moderno reservado para exposição da coleção Monet e de outros impressionistas.

## Outras obras

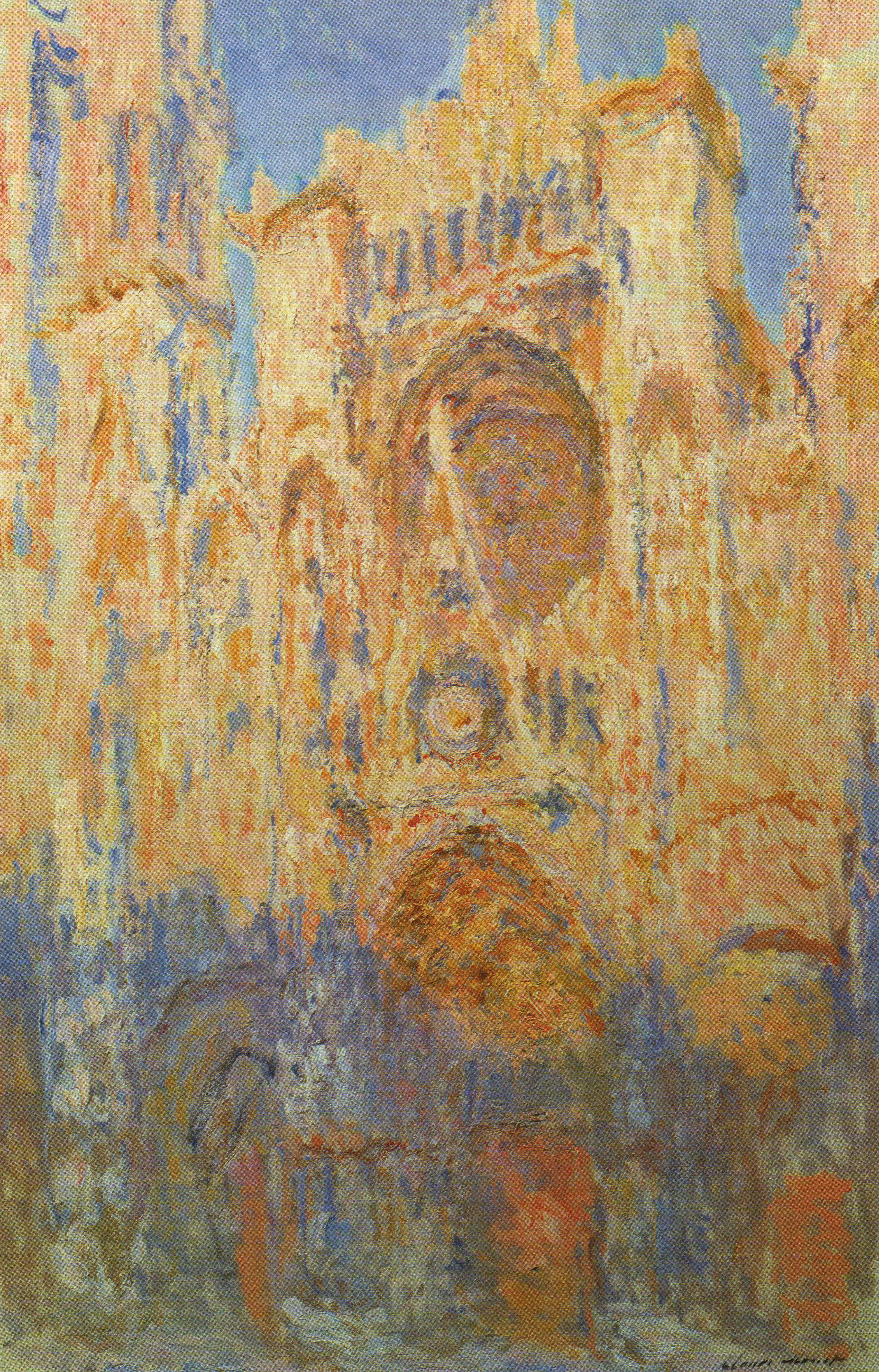
Monet: Catedral de Rouen no crepúsculo
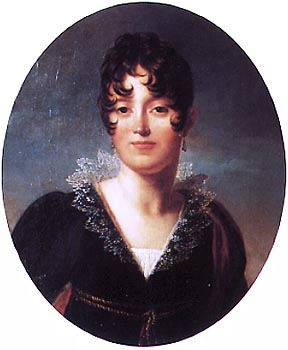
Gérard: Retrato de Désirée Clary
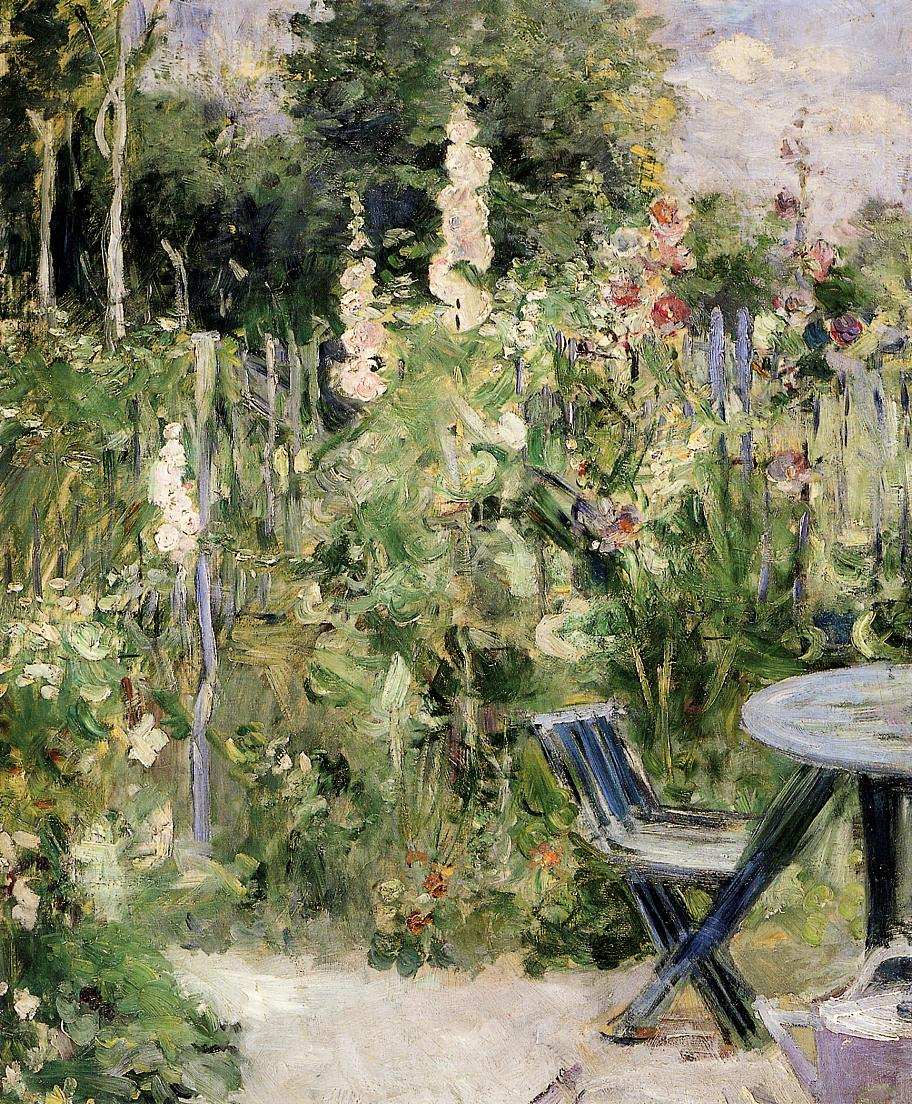
Morisot: Rose trémière
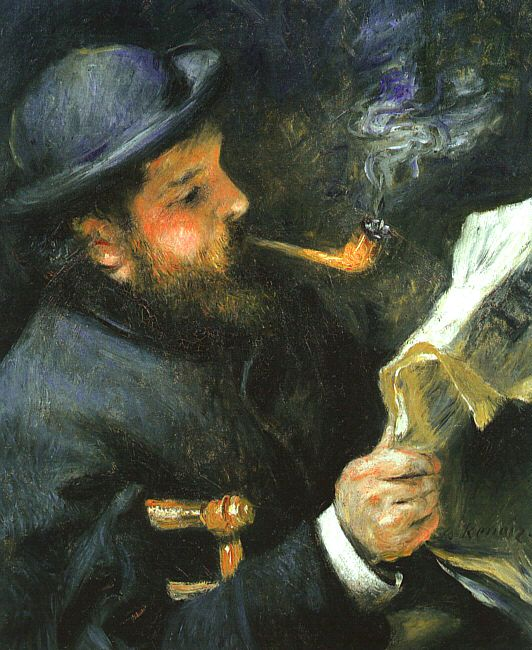
Renoir: Retrato de Claude Monet